# Alina Pash
Alina Ivanivna Pash (ukrainien : Аліна Іванівна Паш), née le 6 mai 1993 à Bouchtyno dans l'oblast de Transcarpatie, est une chanteuse et rappeuse ukrainienne. Sélectionnée pour représenter l'Ukraine au Concours Eurovision de la chanson 2022 avec Shadows of Forgotten Ancestors, elle se retire du concours le 16 février 2022, à la suite d'un scandale public.

## Biographie
En 2015, elle participe à The X Factor en Ukraine et termine 3e.
Née dans les Carpates ukrainiennes, elle sort son premier single Bitanga en 2018 sous son propre label, Bitanga Blood. Mélangeant le folk ukrainien et le hip hop et chantant dans sa langue natale, elle sort son premier album Rozmova (Conversation en français) en avril 2021.
En 2022, elle remporte Vidbir 2022, la finale nationale de sélection ukrainienne pour l'Eurovision et aurait dû représenter l'Ukraine au Concours Eurovision de la chanson en 2022. Sa chanson Shadows of Forgotten Ancestors mélange l'anglais et l'ukrainien. Cependant, le 16 février 2022, elle se retire du Concours à la suite d'un scandale public et politique. La décision a été prise à la suite de torrents d’insultes reçus sur ses réseaux sociaux lié au fait qu’elle aurait voyagé en Crimée en transitant par la Russie en 2015 (ce qui est interdit par le gouvernement ukrainien depuis l’annexion de la Crimée par la Russie) et fourni un faux certificat à la télévision nationale Suspilne.